# Iberis
Iberis o carraspic és un gènere de plantes de l'ordre de les Brassicals. Moltes de les 30 espècies que conté són originàries de la regió mediterrània. Algunes d'aquestes plantes tenen propietats medicinals i s'han vingut utilitzant a la medicina tradicional casolana contra la gota i el reumatisme. També tenen valor com a planta ornamental de jardí, creixent molt bé en roquerars.

## Taxonomia
- Iberis pinnata - matablat pinnat*
- Iberis sempervirens - carraspic sempreverd*
- Iberis saxatilis - carraspic saxàtil*
- Iberis linifolia - viudeta*
- Iberis amara - capblanc o matablat (comú)*
- Iberis ciliata - carraspic ciliat*
- Iberis spathulata*
- Iberis gibraltarica - carraspic de Gibraltar
- Iberis semperflorens - carraspic sempreflorit, senyoret
- Iberis umbellata - carraspic umbel·lat

Nota* Espècies autòctones als Països Catalans